# Le Poiré-sur-Vie
Le Poiré-sur-Vie és un municipi francès situat al departament de Vendée i a la regió de País del Loira. L'any 2007 tenia 7.206 habitants.

## Demografia

### Població
El 2007 la població de fet de Le Poiré-sur-Vie era de 7.206 persones. Hi havia 2.605 famílies de les quals 457 eren unipersonals (214 homes vivint sols i 243 dones vivint soles), 857 parelles sense fills, 1.130 parelles amb fills i 161 famílies monoparentals amb fills.
La població ha evolucionat segons el següent gràfic:
Habitants censats

### Habitatges
El 2007 hi havia 2.783 habitatges, 2.640 eren l'habitatge principal de la família, 75 eren segones residències i 67 estaven desocupats. 2.679 eren cases i 87 eren apartaments. Dels 2.640 habitatges principals, 2.034 estaven ocupats pels seus propietaris, 570 estaven llogats i ocupats pels llogaters i 36 estaven cedits a títol gratuït; 4 tenien una cambra, 74 en tenien dues, 276 en tenien tres, 701 en tenien quatre i 1.584 en tenien cinc o més. 2.166 habitatges disposaven pel capbaix d'una plaça de pàrquing. A 954 habitatges hi havia un automòbil i a 1.555 n'hi havia dos o més.

### Piràmide de població
La piràmide de població per edats i sexe el 2009 era:
| Homes | Edats   | Dones |
| ----- | ------- | ----- |
| 0     | 95 o +  | 4     |
| 4     | 90 a 94 | 24    |
| 16    | 85 a 89 | 40    |
| 20    | 80 a 84 | 20    |
| 60    | 75 a 79 | 60    |
| 112   | 70 a 74 | 112   |
| 88    | 65 a 69 | 112   |
| 84    | 60 a 64 | 108   |
| 112   | 55 a 59 | 92    |
| 208   | 50 a 54 | 168   |
| 272   | 45 a 49 | 232   |
| 228   | 40 a 44 | 240   |
| 212   | 35 a 39 | 180   |
| 272   | 30 a 34 | 240   |
| 256   | 25 a 29 | 236   |
| 212   | 20 a 24 | 172   |
| 216   | 15 a 19 | 192   |
| 204   | 10 a 14 | 172   |
| 220   | 5 a 9   | 188   |
| 200   | 0 a 4   | 184   |

## Economia
El 2007 la població en edat de treballar era de 4.761 persones, 3.770 eren actives i 991 eren inactives. De les 3.770 persones actives 3.522 estaven ocupades (1.923 homes i 1.599 dones) i 248 estaven aturades (88 homes i 160 dones). De les 991 persones inactives 360 estaven jubilades, 373 estaven estudiant i 258 estaven classificades com a «altres inactius».

### Ingressos
El 2009 a Le Poiré-sur-Vie hi havia 2.812 unitats fiscals que integraven 7.685,5 persones, la mediana anual d'ingressos fiscals per persona era de 18.519 €.

### Activitats econòmiques
Dels 287 establiments que hi havia el 2007, 3 eren d'empreses extractives, 6 d'empreses alimentàries, 1 d'una empresa de coc i refinatge, 4 d'empreses de fabricació de material elèctric, 5 d'empreses de fabricació d'elements pel transport, 24 d'empreses de fabricació d'altres productes industrials, 51 d'empreses de construcció, 55 d'empreses de comerç i reparació d'automòbils, 4 d'empreses de transport, 12 d'empreses d'hostatgeria i restauració, 4 d'empreses d'informació i comunicació, 20 d'empreses financeres, 12 d'empreses immobiliàries, 42 d'empreses de serveis, 32 d'entitats de l'administració pública i 12 d'empreses classificades com a «altres activitats de serveis».
Dels 72 establiments de servei als particulars que hi havia el 2009, 1 era una oficina d'administració d'Hisenda pública, 1 gendarmeria, 3 oficines bancàries, 9 tallers de reparació d'automòbils i de material agrícola, 1 taller d'inspecció tècnica de vehicles, 2 autoescoles, 7 paletes, 7 guixaires pintors, 11 fusteries, 8 lampisteries, 4 electricistes, 5 perruqueries, 2 veterinaris, 4 restaurants, 4 agències immobiliàries i 3 salons de bellesa.
Dels 16 establiments comercials que hi havia el 2009, 1 era un supermercat, 1 una botiga de menys de 120 m², 2 fleques, 2 carnisseries, 2 llibreries, 1 una botiga de roba, 1 una botiga d'equipament de la llar, 1 una botiga de material esportiu, 1 un drogueria, 1 una perfumeria, 1 una joieria i 2 floristeries.
L'any 2000 a Le Poiré-sur-Vie hi havia 102 explotacions agrícoles que ocupaven un total de 5.904 hectàrees.

## Equipaments sanitaris i escolars
El 2009 hi havia 2 farmàcies i 1 ambulància.
El 2009 hi havia 3 escoles elementals. Le Poiré-sur-Vie disposava d'un col·legi d'educació secundària amb 559 alumnes.

## Poblacions més properes
El següent diagrama mostra les poblacions més properes.